# Biološki nadzor škodljivcev
Biološki nadzor škodljivcev oz. nad škodljivci, tudi biotično zatiranje škodljivcev ali (v ožjem pomenu) biotično varstvo rastlin, žargonsko biokontrola, je način uravnavanja, tj. omejevanja velikosti populacij organizmov, ki jih človek obravnava kot škodljivce, z izkoriščanjem naravnih antagonističnih odnosov med vrstami - plenilstva, rastlinojedstva, zajedavstva ipd. V grobem delimo biološki nadzor na tri strategije nadzora, ki predpostavljajo aktivno vlogo človeka v teh procesih:
- varstvo: upravljanje s kulturno krajino na način, ki ohranja populacije naravnih sovražnikov škodljivih vrst.
- ojačanje naravnih vplivov: privabljanje ali umetno namnoževanje in izpuščanje naravnih sovražnikov, ki so v okolju prisotni, a v premajhni meri ali nepravem času, da bi lahko pomembneje vplivali na populacijo škodljivcev.
- »klasični« biološki nadzor: vnašanje naravnih sovražnikov škodljivih vrst v okolja, kjer prej niso bili prisotni

Metode nimajo cilja popolnega iztrebljenja populacije škodljivcev; naravni procesi, ki jih izkoriščajo, praviloma ne vodijo do popolnega izginotja plenjene oz. parazitirane vrste, saj bi to pomenilo tudi propad naravnega sovražnika. Glavni cilj je tako zgolj zmanjšanje in vzdrževanje številčnosti škodljivca na neki ustrezno nizki, ekonomsko še sprejemljivi ravni.
Biološki nadzor škodljivcev je element integriranega varstva pred škodljivci, katerega namen je zmanjšanje uporabe pesticidov za omejevanje škode, ki jo predvsem v kmetijstvu povzročajo neželeni organizmi. Pesticidi imajo vrsto negativnih vplivov na okolje in lahko med drugim tudi neposredno zmanjšujejo učinek biološkega nadzora škodljivcev, če povzročajo odmiranje naravnih sovražnikov škodljivih vrst.

## Pristopi

### Varstvo
Avtohtoni naravni sovražniki so pogosto že brez človekovih posegov učinkoviti pri omejevanju velikosti populacij škodljivcev. Varstveni pristop se osredotoča na prepoznavanje teh odnosov in omejevanje negativnih vplivov človeka na naravne sovražnike škodljivcev. Za primer, tretiranje posevkov s pesticidi širokega spektra delovanja v kmetijstvu poleg škodljivcev zatre tudi koristne vrste, kar lahko sčasoma vodi do obratnega učinka od želenega – zaradi razvoja odpornosti proti pesticidu in hkratnega zatrtja naravnih sovražnikov lahko postanejo škodljivci tudi vrste, ki prej niso imele opaznega vpliva na pridelek. Najenostavnejša metoda varstvenega pristopa k biološkemu nadzoru škodljivcev je tako prilagoditev uporabe pesticidov za zmanjšanje vpliva na netarčne organizme. To lahko vključuje omejevanje uporabe pesticidov na obdobja, ko je pritisk škodljivcev najhujši, izbira pesticidov, ki so manj toksični za netarčne vrste ali nasploh blažji (škropiva iz rastlinskih izvlečkov), intenzivnejše škropljenje robov (škodljivcev je tu navadno več) in prilagajanje časa uporabe življenjskemu krogu naravnih sovražnikov. V ta namen je potrebno izvajati vzorčenje populacij tako škodljivcev kot potencialnih naravnih sovražnikov.
Drugi pristopi k biološkemu nadzoru škodljivcev z varstvom so kompleksnejši in vključujejo med drugim načrtno upravljanje s prstjo, vodnimi viri in organskimi ostanki, spremembe v dinamiki kmetovanja ter privabljanje naravnih sovražnikov škodljivcev z vzpostavljanjem primernih življenjskih prostorov, kot so mejice ob posevkih, vmesni posevki, cvetlični pasovi za privabljanje naravnih sovražnikov, nastavljanje vode za ptice ipd. Ti pristopi zaenkrat niso v široki uporabi, saj še ni povsem jasno, kako jih najbolje izvajati in njihov učinek (s tem pa ekonomska upravičenost) je znan samo v omejenem obsegu posamičnih terenskih raziskav.

### Ojačanje
Kot pove ime, gre pri tem pristopu za načrtno povečevanje vpliva v nekem okolju že prisotnih naravnih sovražnikov na populacijo škodljivca. V glavnem se uporabljata dve metodi umetnega namnoževanja in izpuščanja v okolje - t. i. inokulacija (sezonski izpust) in inundacija (preplavni izpust). Pri inokulativni metodi izpuščajo razmeroma majhno število osebkov naravnega sovražnika ob ključnem času, naravni procesi pa opravijo ostalo. Ta metoda je uporabna v primeru, ko se populacija naravnega sovražnika po naravni poti ne more dovolj hitro odzvati na porast številčnosti škodljivca - recimo v območjih, kjer ne prezimi in jih kolonizira vsako leto znova po tistem, ko je škodljivec že izbruhnil. Razmeroma majhno število zgodaj spomladi umetno dodanih osebkov lahko izbruh prepreči, saj je populacijo škodljivca ravno tako zdesetkala zima. Inundacija po drugi strani pomeni, da v ključnem trenutku 
izpustimo ogromno število naravnih sovražnikov v okolje, ki preplavijo populacijo škodljivcev in jo dobesedno iztrebijo, nato pa izginejo tudi sami; to je danes glavna metoda uporabe mikroorganizmov, ki so dostopni v obliki škropiv.
Ojačanje je najmanj trajnostni od treh pristopov, saj je njegov učinek kratkoročen - po človekovem posegu se populacija naravnega sovražnika postopoma vrne na staro raven, zato je treba poseg ponavljati vsako leto ali celo večkrat letno. Čeprav je dejansko korist ojačanja težko natančno ovrednotiti, je zaradi svoje nezahtevnosti priljubljen pristop k biološkemu nadzoru škodljivcev in v zadnjih desetletjih je nastala cela industrija komercialne vzgoje plenilcev, predvsem členonožcev; konec 1990. let je tako v Severni Ameriki skoraj 150 podjetij ponujalo 130 vrst plenilcev in parazitoidov za kontrolo škodljivih členonožcev. Pri tem je še vedno velik del vrst, ki se gojijo v ta namen, tujerodnih za določeno okolje (torej so uvožene iz drugih držav), kar prinaša tveganje za neželene vplive na lokalne ekosisteme in zahteva regulacijo. Šele v zadnjih desetletjih se ta trend obrača in avtohtoni naravni sovražniki pridobivajo na pomenu.
Alternativa, ki jo nekateri ravno tako uvrščajo v ta okvir, je gensko modificiranje naravnih sovražnikov za večjo učinkovitost, vendar je ta metoda še v povojih. Poleg tega nekateri predpisi, ki regulirajo t. i. organsko kmetovanje, prepovedujejo uporabo gensko modificiranih organizmov.

### Klasični biološki nadzor
Oznaka »klasični« za metodo biološkega nadzora škodljivcev z uvažanjem naravnih sovražnikov se nanaša na njeno zgodovinsko razširjenost, predvsem za nadzor tujerodnih škodljivcev, ki so se v nekem okolju razširili šele recentno zaradi spremenjenih okoljskih razmer ali nenačrtnega vnosa - t. i. invazivnih tujerodnih vrst. Na prisotnost tujerodnih vrst ekosistem ni prilagojen, kar pomeni, da se lahko populacija take vrste eksplozivno razširi zaradi odsotnosti naravnih sovražnikov. Pri tem bodisi izriva avtohtone vrste s tekmovanjem za vire, bodisi povzroča ekonomsko škodo človeku. Klasični biološki nadzor se osredotoča na iskanje naravnih sovražnikov takih vrst v okoljih, kjer so avtohtone, in njihovo načrtno uvažanje v okolja, kjer dela invazivna vrsta škodo. Metoda predstavlja poseg v biotsko raznovrstnost, kakršnega v razvitih državah regulirajo okoljevarstveni predpisi, zato naj bi vnos tujerodnih vrst izvajali samo pooblaščeni strokovnjaki.
Za klasični biološki nadzor so v splošnem uporabne in uporabljene vse vrste antagonističnih medvrstnih odnosov. Plenilci in rastlinojedi lahko požrejo veliko število osebkov škodljivca v svojem življenju. Zajedavci znižujejo njihovo odpornost proti drugim okoljskim dejavnikom in zmanjšujejo uspeh razmnoževanja. Posebej učinkoviti so parazitoidi, ki poleg tega svojega gostitelja ubijejo ali vsaj sterilizirajo, da se ne razmnožuje več. Ko se nova vrsta enkrat ustali, človekovi posegi niso več potrebni.
Znanih je več zgodb o uspehu te metode, kjer se je vnos naravnega sovražnika škodljivca izkazal bistveno bolje od uveljavljenih načinov zatiranja, npr. s kemičnimi sredstvi. Med prvimi in najbolj znanimi je primer nadzora belega pomarančevega kaparja (Icerya purchasi), ki se je v drugi polovici 19. stoletja razširil po nasadih pomarančevcev v Kaliforniji in pričel povzročati toliko škode, da je združenje pridelovalcev izrazilo bojazen, da bo morala biti pridelava v celoti opuščena. Entomologi ameriškega ministrstva za kmetijstvo so ugotovili, da izvira iz Avstralije, od koder so potem med novembrom 1888 in marcem 1889 uvozili okrog 500 osebkov polonice vrste Rodolia cardinalis; plenilec je bil tako učinkovit, da že v istem letu beli pomarančev kapar praktično ni več vplival na pridelavo pomaranč v Kaliforniji. Različni uspešni programi biološkega nadzora škodljivcev so imeli razmerje med ekonomsko koristjo in ceno do več sto proti ena.

#### Tveganje
Največje tveganje klasičnega biološkega nadzora je, da bo izbrani naravni sovražnik poleg tarčne vrste pričel napadati tudi druge, kar je odvisno predvsem od njegove specializiranosti. Povsem specialistični plenilci, zajedavci in parazitoidi napadajo samo vrsto plena oz. gostitelja, na katero so prilagojeni; pri njih je tveganje najmanjše. Nasprotje temu so generalisti, ki so glede tovrstnih zahtev bolj prilagodljivi. Iz preteklosti so znani številni primeri, ko je generalistični plenilec po načrtnem vnosu v novo okolje resno ogrozil ali celo iztrebil netarčne vrste. Med najbolj znanimi je mali indijski mungo - to zver so v 19. stoletju iz Južne Azije prinesli kolonialni upravitelji na Mavricij, Portoriko, Male Antile, Havaje in druge otoke za nadzor strupenjač ter podgan na plantažah sladkornega trsa. Vrsta je kmalu namesto podgan pričela napadati endemno avtohtono favno, predvsem dvoživke, plazilce in na tleh gnezdeče ptiče, ki so bili popolnoma neprilagojeni na prisotnost plenilca. Malemu indijskemu mungu do danes med drugim pripisujejo izumrtje sedmih vrst vretenčarjev Portorika in Malih Antilov ter petih na Jamajki; poleg tega deluje kot prenašalec stekline in leptospiroze in ga Svetovna zveza za varstvo narave uvršča med sto najnevarnejših invazivnih vrst na svetu. Mungo je tako sam postal škodljivec. Zato danes varstveni biologi priporočajo izogibanje uporabi generalističnih plenilcev in zajedavcev ter temeljite raziskave kandidatov za vnos. Kljub znanim tveganjem so še v 1990. letih v Evropo vnesli novega generalističnega plenilca, harlekinsko polonico za nadzor listnih uši, ki se od takrat hitro širi po celini in zaradi svoje velikosti ter agresivnosti izriva avtohtone vrste polonic, predstavlja pa tudi nevšečnost, ko sili prezimovat v človekova bivališča.
Z ekonomskega vidika predstavlja tveganje tudi nepredvidljiv uspeh naselitve tujerodne vrste, saj na njeno preživetje in učinkovitost v novem okolju vpliva mnogo dejavnikov. Po do leta 1992 zbranih podatkih je bilo za biološki nadzor žuželčjih škodljivcev v različnih državah opravljenih skoraj 4.800 vnosov tujerodnih vrst, od katerih se jih je v novem okolju obdržalo komaj kaj več od četrtine in v zgolj 165 primerih je bila populacija škodljivca zadovoljivo nadzorovana. Kljub temu ostaja klasični biološki nadzor škodljivcev ob premišljeni izvedbi razmeroma poceni in okolju prijazna metoda nadzora, ki je zaradi različnih razlogov v nekaterih okoljih celo edini smiseln pristop.

## Zgodovina
Za prvo dokumentirano prakso biološkega nadzora škodljivcev lahko štejemo uporabo mačk za lov na glodavce, ki so povzročali škodo na poljščinah v Starem Egiptu pred 3.000 leti. Tudi na ta račun so imeli stari Egipčani mačke za svete živali in jim dali posebno mesto v svoji kulturi.
Tudi plenilski odnosi so znani in izkoriščani že tisočletja. Kitajski dokumenti iz 4. stoletja pr. n. št. poročajo o kmetovalcih, ki so trgovali s kolonijami mravlje vrste Oecophylla smaragdina in jih premikali med sadikami gojenih citrusov, da so plenile gosenice in hrošče. Za premikanje med drevesi v nasadu so jim celo izdelovali koridorje iz bambusa. Ta praksa se je v nekaterih delih Jugovzhodne Azije ohranila vsaj do 20. stoletja. O podobni praksi so v 18. stoletju poročali zahodni prirodoslovci pri pridelovalcih datljev v Jemnu, ki so prav tako uporabljali plenilske mravlje za zaščito pred rastlinojedimi žuželkami.
Prve ideje o načrtnem namnoževanju naravnih sovražnikov škodljivcev so se pojavile v Evropi v prvi polovici 19. stoletja, tako je na primer leta 1840 profesor M. Boisgiraud z univerze v Toulouseu izvajal poskuse z namnoževanjem in izpuščanjem osebkov hrošča velikega moškatnika za boj proti gosenicam navadnega gobarja na vrbah. Nekaj let kasneje je entomolog Antonio Villa v Italiji na pobudo lokalnega društva za promocijo umetnosti in obrti demonstriral uporabo krešičev v boju proti vrtnim škodljivcem, vendar se praksa v Evropi ni širše uveljavila, saj v tem času na celini ni bilo težav z zares množičnimi izbruhi kmetijskih škodljivcev, sploh ne tujerodnih. V tem času je bil izveden tudi prvi vnos plenilca prek državnih meja, leta 1849 je namreč takratni španski guverner Filipinov ukazal naselitev škorca vrste Acridotheres cristatellus iz Južne Azije za boj proti kobilicam selkam. Ptič se je ustalil na Luzonu, o učinku pa ni podatkov.
Z manj ugodno situacijo s tujerodnimi škodljivci se je soočalo hitro rastoče kmetijstvo v Združenih državah Amerike, kjer so prevzeli pobudo entomologi in ugotovili, da je odsotnost naravnih sovražnikov v novem okolju ključni dejavnik izbruha škodljivcev, zanešenih iz Evrope. Idejo uvoza naravnih sovražnikov tujerodnih škodljivcev so podprli vidni entomologi v državnih službah in združenja pridelovalcev. A prvi resnejši predlog, tisti o vnosu zajedavca uničujoče rdeče pšenične hržice iz Evrope, kljub dolgoletnim prizadevanjem ni bil odobren, tako da je bil prvi načrten vnos pravzaprav izveden v obratni smeri – iz ZDA so leta 1873 v Francijo vnesli plenilsko pršico Tyroglyphus phylloxerae za boj proti trtni uši, ki je bila pred tem zanešena iz Severne Amerike. Leta 1883 je bil uspešen vnos naposled izveden tudi iz Evrope, in sicer je šlo za kapusovega goseničarja za kontrolo kapusovega belina. Prelomni dogodek za prepoznavnost metode v svetovnem merilu se je zgodil konec 1880. let v Kaliforniji, kjer so imeli pridelovalci citrusov in akacij dve desetletji hude težave z belim pomarančnim kaparjem. Kaparja je preučil entomolog Charles V. Riley in ugotovil, da je bil verjetno zanešen iz Avstralazije ter poslal sodelavca v Avstralijo iskat njegove naravne sovražnike. Ta je hitro odkril dva – zajedavsko mušico Cryptochetum iceryae in plenilsko polonico Rodolia cardinalis – in ju poslal v ZDA, kjer so ju preučili, namnožili in izpustili v nasadih. Oba sta se izredno hitro ustalila, eksplozivno namnožila in razširila po vsem območju prisotnosti kaparja v Južni Kaliforniji ter njegovo populacijo tako učinkovito zdesetkala, da že v roku nekaj mesecev škodljivec ni bil več ekonomsko pomemben.
V začetku 20. stoletja se je usmerjeno delo na področju biološkega nadzora okrepilo in razširilo izven meja ZDA; že v prvem desetletju so poročali o sedmih uspešnih programih nadzora, v državah, kot so Avstralija, Italija, Peru in ZDA ter v naslednjem desetletju skoraj toliko. Od leta 1920 do izbruha druge svetovne vojne se je aktivnost še povečevala, z viškom med leti 1930 in 1940. Hkrati so pričele oblasti več pozornosti namenjati karantenskim ukrepom za preprečevanje nenamernega vnosa škodljivcev z uvozom biološkega materiala.
Po drugi svetovni vojni pa je z razmahom učinkovitih, nizkocenovnih in široko dostopnih pesticidov, ki jih je povrh vsega razmeroma preprosto uporabljati, biološki nadzor škodljivcev izgubil na pomenu in šele v zadnjih desetletjih je s povečevanjem zavedanja o škodljivih učinkih pesticidov zanimanje za alternative metode nadzora znova v porastu, predvsem v Evropi. Pri tem je težava, da se je v pol stoletja intenzivne rabe pesticidov izgubila osnova za učinkovit biološki nadzor: z uvajanjem monokultur na velikih območjih je prišlo do degradacije okolja, v katerem populacije naravnih sovražnikov težko preživijo, posevki pa so bili selekcionirani za najvišji možen pridelek in so v veliki meri izginili kultivarji, odpornejši na škodljivce. Ena od rešitev je gojenje transgenih rastlin, ki pa je sporna. Zato biološki nadzor škodljivcev in druge alternative (npr. kolobarjenje) znova pridobivajo na pomenu in so spet predmet intenzivnejših raziskav. Na prednosti biotičnega zatiranja škodljivcev je opozarjala že Rachel Carson v svoji knjigi Nema pomlad. Toda z nizko ceno, učinkovitostjo in priročnostjo pesticidov alternativni pristopi še vedno težko tekmujejo.

## Razširjenost
Globalno gledano je najbolj razširjen pristop klasični – torej načrten vnos umetno namnoženih naravnih sovražnikov škodljivcev, po oceni v uporabi na 350 milijonih hektarjev oz. 10 % kmetijskih površin na svetu. V 120 letih od uvedbe pristopa je bilo izvedenih okrog 5.000 načrtnih vnosov približno 2.000 vrst členonožcev za nadzor nad členonožci v 196 različnih državah.
V primerjavi s tem je ojačanje mnogo manj razširjeno; komercialno je po vsem svetu na voljo približno 150 vrst naravnih sovražnikov (bodisi parazitoidov, plenilcev ali patogenov), pristop pa je v uporabi na skupno le okrog 16  milijonih hektarjev kmetijskih površin, predvsem v Južni Ameriki in Aziji. Vzrok je deloma ekonomski, saj ima ojačanje mnogo slabše razmerje med stroški in koristjo. Členonožci predstavljajo veliko večino agensov, uporabljenih pri tem pristopu, od tega večina odpade na kožekrilce, saj so priročni in zaradi svoje prilagojenosti na točno določeno vrsto gostitelja predstavljajo najmanjše tveganje. Pridobivanje se v večini primerov izvaja v manjšem obsegu, saj produkte tržijo predvsem vrtičkarjem in pridelovalcem v rastlinjakih. Po oceni je celoten trg vreden okrog 300 milijonov EUR, najbolj pa je razvit v Zahodni Evropi in ZDA.
Drugo pomembno področje uporabe je pri nadzoru nalezljivih bolezni, ki se razširjajo z živalskimi prenašalci. Posebej razširjena je uporaba žužkojedih rib za zatiranje ličink komarjev, ki prenašajo mrzlico denga, malarijo ipd. V ta namen v večja umetna vodna telesa (rezervoarje, jarke za namakanje) vnašajo zlasti gambuzijo in zobatega krapovca vrste Aphanius dispar. Praksa je razširjena v Jugozahodni Aziji in Severni Afriki, kjer so pogoste te bolezni. V Vietnamu prenašalce mrzlice denga zatirajo tudi s plenilskimi ceponožci, za zatiranje prenašalcev malarije pa so na trgu tudi pripravki z bakterijo Bacillus thuringiensis. Poleg tega potekajo intenzivne raziskave drugih kandidatov.

### Stanje v Sloveniji
Tržno uporabo ukrepov za biotično varstvo v Sloveniji regulira Uprava RS za varno hrano, veterinarstvo in varstvo rastlin (nekdanja Fitosanitarna uprava). Glavna zakonska določila so v »Zakonu o zdravstvenem varstvu rastlin« (Uradni list RS 23/05) in »Pravilniku o biotičnem varstvu rastlin« (Ur. l. RS 45/06), za primer tujerodnih organizmov pa tudi v »Pravilniku o pogojih za uvoz ali premeščanje določenih škodljivih organizmov, rastlin, rastlinskih proizvodov in nadzorovanih predmetov za poskusne, raziskovalne in razvojne namene in za delo pri žlahtnjenju rastlin« (Ur. l. RS 45/01).
Novembra 2016 je bilo na uradnem seznamu dovoljenih proizvodov za biotično varstvo 29 pripravkov s 14 različnimi vrstami naravnih sovražnikov škodljivcev, od tega večina žuželčjih plenilcev ali parazitoidov, poleg njih pa tudi ena plenilska vrsta pršice in štiri vrste glist, ki zajedajo na žuželkah. Pri tem seznam predpisuje tudi ciljne škodljivce. Dovoljenje za trženje so imeli trije distributerji. Poleg tega je registriranih nekaj pripravkov za zatiranje z entomopatogenimi bakterijami ali virusi (ojačevalni pristop), ki pa se obravnavajo kot fitofarmacevtska sredstva.

### Zgledi
V preglednici je nekaj aktualnih zgledov biološkega nadzora škodljivcev z umetnim vnašanjem osebkov v okolje, bodisi avtohtonih (ojačanje), bodisi tujerodnih (klasični biološki nadzor). 
| Agens                                                  | Uvrstitev | Tarča                                            | Odnos                    | Pristop  | Zgled uporabe           | Vir    |
| ------------------------------------------------------ | --------- | ------------------------------------------------ | ------------------------ | -------- | ----------------------- | ------ |
| navadna tenčičarica (Chrysoperla carnea)               | žuželke   | siva breskova uš (Myzus persicae)                | plenilstvo               | ojačanje | Slovenija               | [ 24 ] |
| najezdnik rastlinjakovega ščitkarja (Encarsia formosa) | žuželke   | rastlinjakov ščitkar (Trialeurodes vaporariorum) | zajedavstvo (parazitoid) | ojačanje | Slovenija               | [ 24 ] |
| Steinernema kraussei                                   | gliste    | jabolčni zavijač (Cydia pomonella)               | zajedavstvo              | ojačanje | Slovenija               | [ 24 ] |
| osatova rastlinojeda muha (Urophora cardui)            | žuželke   | njivski osat (Cirsium arvense)                   | herbivorija              | klasični | Združene države Amerike | [ 26 ] |
| gambuzija (Gambusia affinis)                           | ribe      | komar mrzličar (Anopheles sp.)                   | plenilstvo               | klasični | Afganistan              | [ 20 ] |